# Запорожци пишат писмо на турския султан
„Запорожци пишат писмо на турския султан“ (известна също и с името „Запорожци“) е една от най-известните и значими картини на руския художник Иля Репин. Огромното пано (2,03×3,58 m) е започнато през 1880 и е завършено през 1891 г. Платното се съхранява в Държавния руски музей в Санкт Петербург.

## Сюжет
Според легендата, писмото е написано през 1676 г. от казашкия атаман Иван Сирко и „от името на цялата Запорожка войска“ в отговор на ултиматума на султана на Османската империя Мехмед IV. Оригиналът на писмото не е запазен, но през 1870-те години екатеринославският етнограф-любител Я. П. Новицки намира копие, направено през XVIII век. Той го предава на известния историк Дмитрий Иванович Яворницки, който веднъж решава да прочете писмото, като куриоз, на свои гости, сред които, в частност, е и Иля Репин. Художникът се заинтересува от сюжета и през 1880 г. започва да рисува първата серия етюди.

## Създаване на картината
Репин работи по картината повече от 10 години. Предварителни зарисовки художникът прави по време на пътешествието си по Запорожието през 1880 – 1881 г. Пътешества заедно с Валентин Серов, тогава още начинаещ млад художник.
Когато работи по темата за запорожците, Репин, който и сам в достатъчна степен познава историята на Украйна, се обръща за помощ към историка Д. И. Яворницки. В писмо до Владимир Стасов Репин пише: „Дяволски народ! Никой на този свят не чувства така дълбоко свободата, равенството и братството. През целия живот Запорожието остана свободно, не се подчини на нищо!“.
След 1880 г. Репин се заема да прави небърза и продължителна серия ескизи и подборка на моделите. Сред моделите, позирали на Репин за тази картина, има много известни личности. В частност, за централните персонажи художникът избира историка Д. Яворницки – за писаря, а за атамана Сирко – самия киевски генерал-губернатор Михаил Драгомиров. За смеещия се казак с бял калпак позира журналистът и писател Владимир Гиляровски. Първият завършен ескиз с маслени бои се появява през 1887 г. Репин го подарява на Яворницки. По-късно Яворницки продава ескиза на Павел Третяков и днес той се намира в Третяковската галерия. Основният (така да се каже, класически) вариант на картината е завършен през 1891 г.
След първото публично представяне художникът е критикуван за това, че по мнението на много специалисти картината е „исторически недостоверна“. Въпреки това, съдбата на платното е добра. След шумен успех на няколко изложби в Русия и в чужбина (Чикаго, Будапеща, Мюнхен, Стокхолм) картината през 1892 г. е купена за 35 000 рубли от император Александър III. Картината остава в царската сбирка до 1917 г., а след революцията е преместена в колекцията на Руския музей.
Не завършил още основния вариант, Репин през 1889 г. започва работа над втори вариант, който той не успява да завърши. Художникът се опитва да направи този вариант на „Запорожците“ исторически „по-достоверен“. Днес той се пази в Харковския художествен музей.